# NGC 7379
NGC 7379 é uma galáxia espiral barrada (SBa) localizada na direcção da constelação de Lacerta. Possui uma declinação de +40° 14' 21" e uma ascensão recta de 22 horas, 47 minutos e 32,9 segundos.
A galáxia NGC 7379 foi descoberta em 22 de Setembro de 1876 por Édouard Jean-Marie Stephan.